# Tecolotla, Puebla
Tecolotla är en ort i Mexiko.   Den ligger i kommunen Vicente Guerrero och delstaten Puebla, i den sydöstra delen av landet, 230 km sydost om huvudstaden Mexico City. Tecolotla ligger 1 961 meter över havet och antalet invånare är 179.
Terrängen runt Tecolotla är lite bergig. Runt Tecolotla är det ganska tätbefolkat, med 149 invånare per kvadratkilometer. Närmaste större samhälle är Ajalpan, 13,4 km sydväst om Tecolotla. Omgivningarna runt Tecolotla är en mosaik av jordbruksmark och naturlig växtlighet.